# IC 5005
IC 5005 est une galaxie spirale barrée située dans la constellation du Capricorne. Sa vitesse par rapport au fond diffus cosmologique est de 2 884 ± 17 km/s, ce qui correspond à une distance de Hubble de 42,5 ± 3,0 Mpc (∼139 millions d'al). Cette galaxie a été découverte par l'astronome américain Edward Barnard.
La classe de luminosité d'IC 5005 est III-IV et elle présente une large raie HI.
À ce jour, trois mesures non basées sur le décalage vers le rouge (redshift) donnent une distance de 51,400 ± 1,572 Mpc (∼168 millions d'al), ce qui est à l'extérieur des valeurs de la distance de Hubble. Notons que c'est avec la valeur moyenne des mesures indépendantes, lorsqu'elles existent, que la base de données NASA/IPAC calcule le diamètre d'une galaxie et qu'en conséquence le diamètre d'IC 5020 pourrait être d'environ 32,7 kpc (∼107 000 al) si on utilisait la distance de Hubble pour le calculer.

## Groupe de NGC 6907
Selon A. M. Garcia, IC 4999 fait partie d'un trio, le groupe de NGC 6907. L'autre galaxie de ce groupe est IC 4999. 
Il faut ajouter la galaxie NGC 6908 à ce groupe, car elle forme une paire avec NGC 6907.